# Podium fulvipes
Podium fulvipes là một loài côn trùng cánh màng trong họ Sphecidae, thuộc chi Podium. Loài này được Cresson miêu tả khoa học đầu tiên năm 1865.